# Happy Birthday, Mr. President

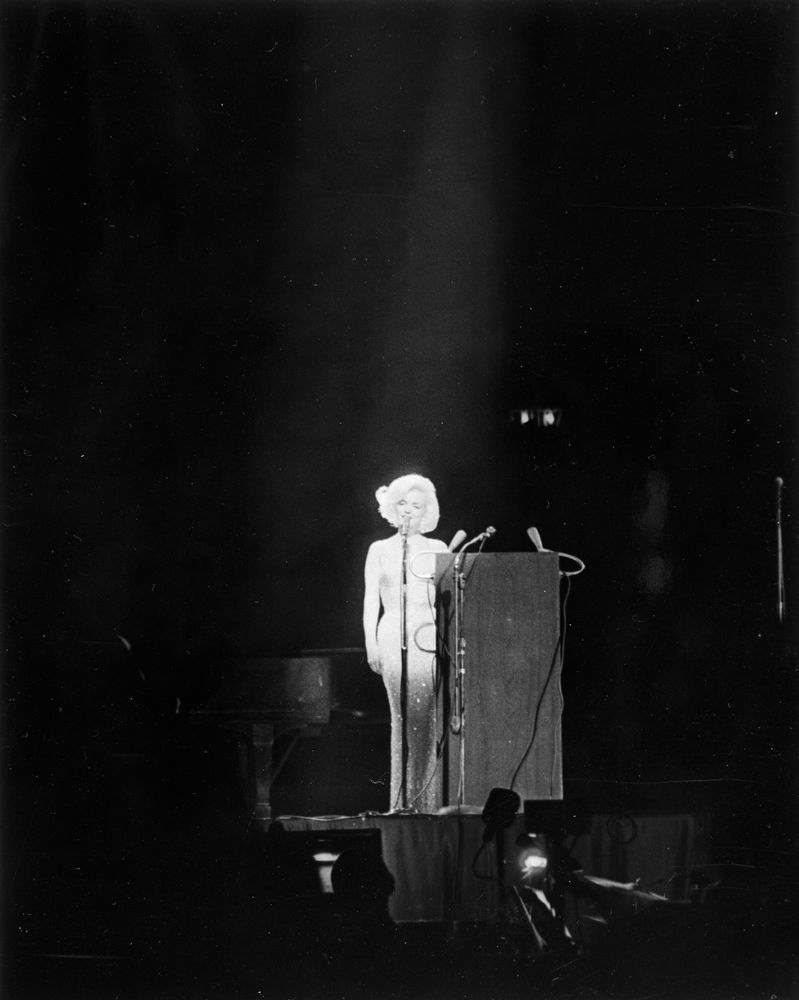
Monroe sjunger till John F. Kennedy under evenemanget i Madison Square Garden.

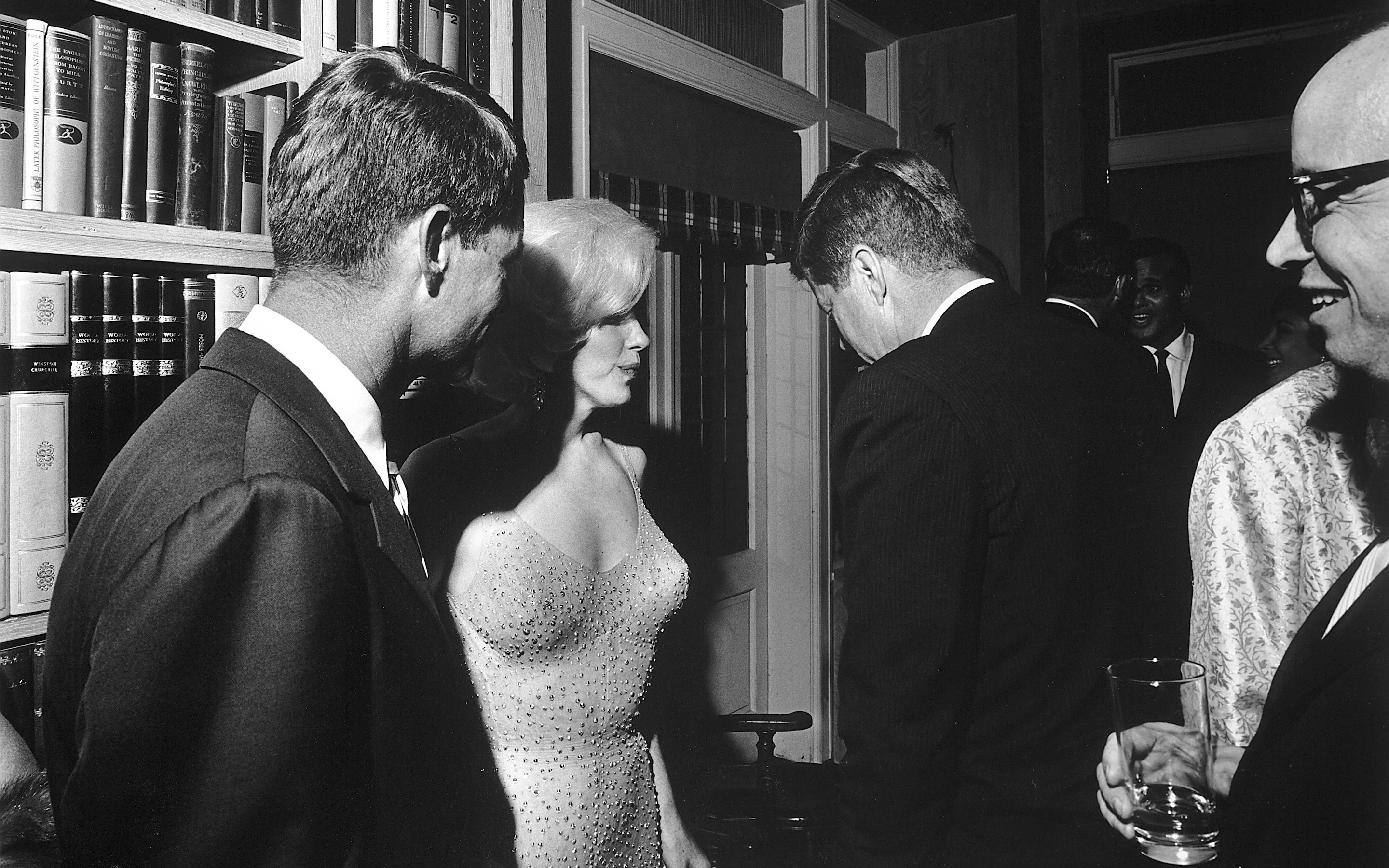
Monroe med USA:s justitieminister Robert F. Kennedy och president John F. Kennedy vid födelsedagsfirandet.

"Happy Birthday, Mr. President" är en sång som sjöngs av skådespelerskan och sångerskan Marilyn Monroe i Madison Square Garden den 19 maj 1962 för president John F. Kennedy vid firandet av hans 45 -årsdag, 10 dagar före det faktiska datumet (29 maj).

## Framförande
Monroe sjöng den traditionella sången "Happy Birthday to You" med en mjuk, intim röst, med "Mr. President" infogad som Kennedys namn. Hon fortsatte låten med ett utdrag från den klassiska låten, "Thanks for the Memory", som hon hade skrivit ny text till, specifikt riktat till Kennedy.
Efteråt, då en enorm födelsedagstårta presenterades för honom, gjorde president Kennedy entré på scenen och skojade om Monroes version av låten och sa: "Jag kan nu dra mig ur politiken efter att ha fått Happy Birthday sjungen för mig på ett så sött och hälsosamt sätt", och hänvisade till Monroes sång, klänning och bild som sexsymbol.
Föreställningen var en av hennes sista stora offentliga framträdanden innan hennes död mindre än tre månader senare den 4 augusti 1962. Presidenthustrun Jacqueline Kennedy, som sällan deltog i demokratiska partihändelser, tillbringade dagen på Loudon Hunt Horse Show med barnen John och Caroline.
Monroe ackompanjerades av jazzpianisten Hank Jones.